# Lang Park
El Lang Park o Suncorp Stadium és un estadi multiusos situat en el suburbi Milton de la ciutat de Brisbane, a Queensland, Austràlia. Va ser construït sobre un cementiri i es va inaugurar l'any 1914. El 2003 va ser remodelat i ampliat a 52.500 espectadors. L'estadi alberga, principalment, partits i competicions de rugbi league i futbol.

## Esdeveniments i usos de l'estadi
La selecció de rugbi 13 de Queensland juga el State of Origin allí des de 1980, i els Brisbane Broncos de la Lliga Nacional de Rugbi ha jugat allí des de 2003. Els Queensland Reds del Super Rugbi ho utilitzen des de 2005, i el Brisbane Roar de futbol des de 2005. Anteriorment van jugar allí els South Queensland Crushers de la Lliga Australiana de Rugbi i els Brisbane Strikers de la National Soccer League.
La selecció de rugbi d'Austràlia ha jugat nombrosos partits oficials en Lang Park, en la seva majoria a partir de 1996, incloent vuit davant Sud-àfrica, cinc davant Nova Zelanda, tres davant França, dos davant Anglaterra i dos davant els Lleons Britànic-irlandesos.
En la Copa Mundial de Rugbi de 2003, Lang Park va ser seu de nou partits, incloent dos de quarts de final. També es van jugar allí partits de Copa Mundial de Rugbi 13 de 1968, 1975, 1977 i 2008, inclosa la final de 2008.«stadiumdb.com/suncorp stadium - història i imatges».
L'estadi albergarà set partits de la Copa Asiàtica 2015, incloent un de quarts de final.
A més, en l'estadi s'han realitzat concerts musicals de Robbie Williams, The Police, O2, Coldplay i Eminem.